# Antigua cárcel de mujeres de Málaga
La antigua cárcel de mujeres de Málaga, situada en el edificio llamado Caserón de la Goleta en la ciudad de Málaga, fue una cárcel por la que pasaron más de 4.000 presas desde la ocupación de la capital por las tropas franquistas en febrero de 1937. Más del 60% eran de la provincia y el resto procedía de la capital o de otras ciudades.

## Historia
A inicios del siglo XX se abrió una prisión correccional junto al río Guadalmedina, en la calle Pasillo de la Cárcel n.º 38. Una junta creada en 1901 gestionaría la construcción de lo que fue conocido como el Caserón de la Goleta. Desde sus comienzos sus condiciones de habitabilidad fueron pésimas, por lo que en 1927 se planteó la construcción de un nuevo edificio. En 1931 la directora general de Prisiones Victoria Kent visitó el edificio e impulsó las obras de la nueva cárcel que fue inaugurada en 1933. Las instalaciones consistían en dormitorios pequeños e insanos, una pequeña escuela, una capilla, una celda de castigo, el departamento de mujeres y la azotea.En ese momento el número de presos era de 291 hombres y cuatro mujeres.
Durante la guerra civil, al ser conquistada Málaga por las fuerzas del bando sublevado, comenzó la represión. Las cárceles improvisadas como la Plaza de toros o los sótanos del edificio de Tabacalera se llenaron así como la cárcel nueva que estaba masificada, por lo que Queipo de Llano ordenó ingresar a las mujeres en esta cárcel en abandono, sin acometer ningún arreglo ni modificación.
La puerta principal y el patio, además de los corredores y las habitaciones fueron los ejes principales de la vida carcelaria.

### Población reclusa
Entre 1937 y el final de la guerra, las internas llegaron a ser unas 1.000 y fueron aumentando hasta llegar a 3.900 en 1945, con una altísima proporción de presas políticas en el primer período. Más de un 60% eran de la provincia y el resto procedía de la capital o de otras provincias.
El origen de las detenidas era diverso. En un principio eran de origen malagueño pero a partir de 1939 procedían de toda España ya que se procuraba alejar a las mujeres de sus residencias habituales y por tanto de sus familias. Los delitos más comunes de los que se las acusaba eran Contra la seguridad del Estado (un 54,8% del total) entre los que se encontraban los de: Auxilio a la Rebelión, Adhesión a la Rebelión, Excitación a la Rebelión, Rebelión militar o el delito de Auxilio a huidos que era muchas veces ejemplarizante. Otros tipos de delitos eran Contra la propiedad y el orden socio-económico (un 6,15%) o Contra la moral (un 3,8%). En los archivos de la cárcel, un 28% de las fichas no contienen esta información, aparece la respuesta de No consta, Se ignora.La explicación puede ser la orden de Queipo de Llano de que en todo el  territorio  controlado por el Ejército del Sur, por cada hombre huido del combate se detuviera a la madre o hermanas en primer lugar y a cuñadas y hasta madrastras en segundo lugar.
La represión alcanzó a todas la edades, desde una menor de 13 años acusada de hurto de aves en el campo a otra de 15 años, presa por excitación militar y dos mujeres de 89 y 85 años presas por rebelión militar. En el apartado de Ocupación consta Sus Labores en un 83,97% de las fichas.
En la mayoría de los casos, la salida de la cárcel se produjo entre 1941 y 1945, siendo el año 1943 el de más excarcelaciones. Las presas pertenecientes a partidos políticos, sindicatos, las milicianas o con cargos en organismos, tardaron más años en salir que las acusadas por delitos socioeconómicos. Muchas de las "políticas" salieron en libertad tras unos meses o pocos años de cárcel (un 53,5%) mientras que a otras se les concedió la libertad condicional (un 24,5%). Las calificadas de "más peligrosas" (un 8,9%) fueron trasladadas a otras prisiones, como Saturrarán, Ventas, Amorebieta o Pamplona en las que pasaron más tiempo recluidas como consecuencia de las penas de 30, 20 y 12 años, impuestas sobre todo por delitos de rebelión y auxilio a la rebelión.
Antonio Vallejo-Nájera utilizó a las presas políticas de Málaga para su investigación psiquiátrica. Ellas le proporcionaron la base empírica para sus estudios. Junto al director de la clínica psiquiátrica de la prisión eligió a cincuenta reclusas. El resultado fue publicado en la Revista Española de Medicina y Cirugía. Año II, Nº 9, mayo 1939 con el título Psiquismo del Fanatismo Marxista. Investigaciones Psicológicas en Marxistas Femeninos Delicuentes.
En 1944 fuero liberadas dieciocho reclusas el Miércoles Santo de 1944 a petición de la Cofradía de Jesús El Rico, privilegio refrendado por Franco.

### Clausura
La prisión fue clausurada en 1954, siendo trasladadas las reclusas a la Prisión Provincial de la carretera de Cártama. En el edificio se creó el Instituto Geriátrico Penitenciario y, años más tarde, la Jefatura de la Policía Municipal.

## En la memoria popular
Las cárcel es mencionada en el libro de Tomasa Cuevas, Testimonios de mujeres en las cárceles franquistas, en el que están recogidas las memorias de muchas presas de las cárceles franquistas, entre ellas la de Málaga, recordada con mucho dolor por el hambre y las pésimas condiciones sanitarias.
En el libro La memoria del frío, escrito por Miguel Martínez del Arco, es descrita la cárcel desde la dura experiencia de Manuela del Arco, que estuvo dos años en la cárcel.
También es recordada por Juana Doña en su libro Desde la noche y la niebla. Mujeres en las cárceles franquistas. En él rememora la huelga de hambre que hicieron las presas para evitar las imposiciones religiosas.
Benito Zambrano dirigió La Voz Dormida, adaptación de la obra de Dulce Chacón. Parte de su guion estaba basado en historias inspiradas y recogidas de la Antigua cárcel de mujeres de Málaga. Zambrano afirmó, mientras recopilaba la documentación que “Aquella prisión no solo era una condena para las presas, sino también para los propias funcionarias que si las destinaban a Málaga lo consideraban un castigo”.

## Memoria histórica
En 2017 se realizó un homenaje de reconocimiento a las víctimas de la represión durante la guerra civil y los años de la dictadura, en la Antigua cárcel de mujeres y en el Mausoleo de la Memoria del cementerio de San Rafael. El edificio está considerado Lugar de Memoria Histórica de Andalucía.